# Заноу
Заноу (рум. Zănou) је насеље у општини Сикевица, округ Караш-Северен у Румунији. Налази се на надморској висини од 284 м.

## Историја
По "Румунској енциклопедији" место је дуго било заселак Сићевице. Осамосталило се тек 1956. године.

## Становништво
Према подацима из 2002. године у насељу је живело 60 становника, од којих су сви румунске националности.